# Amari Williams
Amari Williams (Nottingham, 28 de enero de 2002) es un baloncestista inglés que pertenece a la plantilla de los Boston Celtics de la NBA. Con 2,11 metros de estatura, juega indistintamente en las posiciones de pívot o de ala-pívot.

## Trayectoria deportiva

### Universidad
Jugó cuatro temporadas con los Dragons de la Universidad Drexel en las que promedió 10,3 puntos, 7,0 rebotes, 1,6 asistencias y 1,8 tapones por partido. En sus tres últimas temporadas fue elegido mejor jugador defensivo de la Coastal Athletic Association. Al término de su cuarta temporada, decidió utilizar el año adicional de elegibilidad otorgado a los atletas universitarios que jugaron en la temporada 2020-2021 debido a la pandemia de COVID-19 e ingresó al portal de transferencia de la NCAA.
Fue transferido a los Wildcats de la Universidad de Kentucky, donde promedió 10,9 puntos, 8,5 rebotes, 3,2 asistencias y 1,2 tapones por partido.

#### Estadísticas
| Año     | Equipo   | PJ  | PT  | MPP  | %TC  | %3P  | %TL  | RPP | APP | ROB | TPP | PPP  |
| ------- | -------- | --- | --- | ---- | ---- | ---- | ---- | --- | --- | --- | --- | ---- |
| 2020–21 | Drexel   | 15  | 0   | 4.0  | .429 | .000 | .571 | 1.0 | .6  | .1  | .3  | 1.1  |
| 2021–22 | Drexel   | 28  | 17  | 20.6 | .521 | .500 | .632 | 7.3 | 1.1 | .6  | 2.0 | 9.5  |
| 2022–23 | Drexel   | 30  | 30  | 27.4 | .523 | .267 | .606 | 8.8 | 2.3 | 1.4 | 2.2 | 13.7 |
| 2023–24 | Drexel   | 32  | 32  | 22.9 | .517 | .333 | .655 | 7.8 | 1.9 | .8  | 1.8 | 12.2 |
| 2024–25 | Kentucky | 36  | 36  | 22.8 | .561 | .250 | .623 | 8.5 | 3.2 | .6  | 1.2 | 10.9 |
| Total   | Total    | 141 | 115 | 21.4 | .529 | .300 | .628 | 7.4 | 2.0 | .8  | 1.6 | 10.4 |

### Profesional
Fue elegido en la cuadragésimo sexta posición del Draft de la NBA de 2025 por los Orlando Magic, pero esa misma noche sus derechos fueron traspasados a Borton Celtics junto a los derechos de draft de Max Shulga (número 57), una selección de segunda ronda del draft de 2026 y una selección de segunda ronda del draft de 2027 a cambio de Noah Penda, elegido en el puesto 32.